# Tago (Monarquia Lusitana)
Tago sucede a Brigo e faz parte da lista de reis lendários mencionados por vários autores portugueses e espanhóis, entre o Séc. XVI e XVIII, por exemplo, Florián de Ocampo ou Bernardo de Brito.
Bernardo de Brito atribui-lhe um período exacto (1855 a.C. - 1825 a.C.). O seu nome foi associado ao Rio Tejo (ver também Tago).

É descrito no Capítulo 7 da Monarchia Lusytana:
De Tago, quinto rei de Espanha, e do que em seu tempo fizeram nossos Lusitanos.